# Ансон (округ)
Ансон (англ. Anson County) — округ в штате Северная Каролина, США. Столица и крупнейший город — Уэйдсборо. По данным переписи за 2010 год число жителей округа составляло 26948 человек. Округ Ансон был образован в 1750 году.

## География
По данным Бюро переписи населения США округ Ансон имеет общую площадь в 1391 квадратных километра, из которых 1375 кв. километра занимает земля и 15 кв. километра — вода. Площадь водных ресурсов округа составляет 1,1 % от всей его площади. Ансон находится на южной границе штата.

### Соседние округа
- Станли — север
- Ричмонд — восток
- Марлборо — юго-восток
- Честерфилд — юг
- Юнион — запад

### Транспорт
Через округ проходят:
- US 52[англ.].
- US 74[англ.]).
- Дорога 109 штата Северная Каролина[англ.].
- Дорога 145 штата Северная Каролина[англ.].
- Дорога 742 штата Северная Каролина[англ.].
- Дорога 218 штата Северная Каролина[англ.].

## История
Округ был создан в 1750 году из части округа Блейден. Он был назван в честь адмирала Ансона, который незадолго до этого в 1740—1744 годах совершил кругосветное плавание. Окружной центр Уэйдсборо был основан в 1783 году и был известен как Нью-Таун до 1787 года. Округ был практически сельскохозяйственным в XVIII и XIX веках. В середине и конце XX века начался активный рост городского населения, связанный с близлежащим метрополитенским ареалом Шарлотт-Мекленбурга.

## Население
| Год переписи | Нас.  |  | %±     |
| ------------ | ----- |  | ------ |
| 1790         | 5133  |  | —      |
| 1800         | 8146  |  | 58,7%  |
| 1810         | 8831  |  | 8,4%   |
| 1820         | 12534 |  | 41,9%  |
| 1830         | 14095 |  | 12,5%  |
| 1840         | 15077 |  | 7%     |
| 1850         | 13489 |  | −10,5% |
| 1860         | 13664 |  | 1,3%   |
| 1870         | 12428 |  | −9%    |
| 1880         | 17994 |  | 44,8%  |
| 1890         | 20027 |  | 11,3%  |
| 1900         | 21870 |  | 9,2%   |
| 1910         | 25465 |  | 16,4%  |
| 1920         | 28334 |  | 11,3%  |
| 1930         | 29349 |  | 3,6%   |
| 1940         | 28443 |  | −3,1%  |
| 1950         | 26781 |  | −5,8%  |
| 1960         | 24962 |  | −6,8%  |
| 1970         | 23488 |  | −5,9%  |
| 1980         | 25649 |  | 9,2%   |
| 1990         | 23474 |  | −8,5%  |
| 2000         | 25275 |  | 7,7%   |
| 2010         | 26948 |  | 6,6%   |
| 2016         | 25488 |  | −5,4%  |

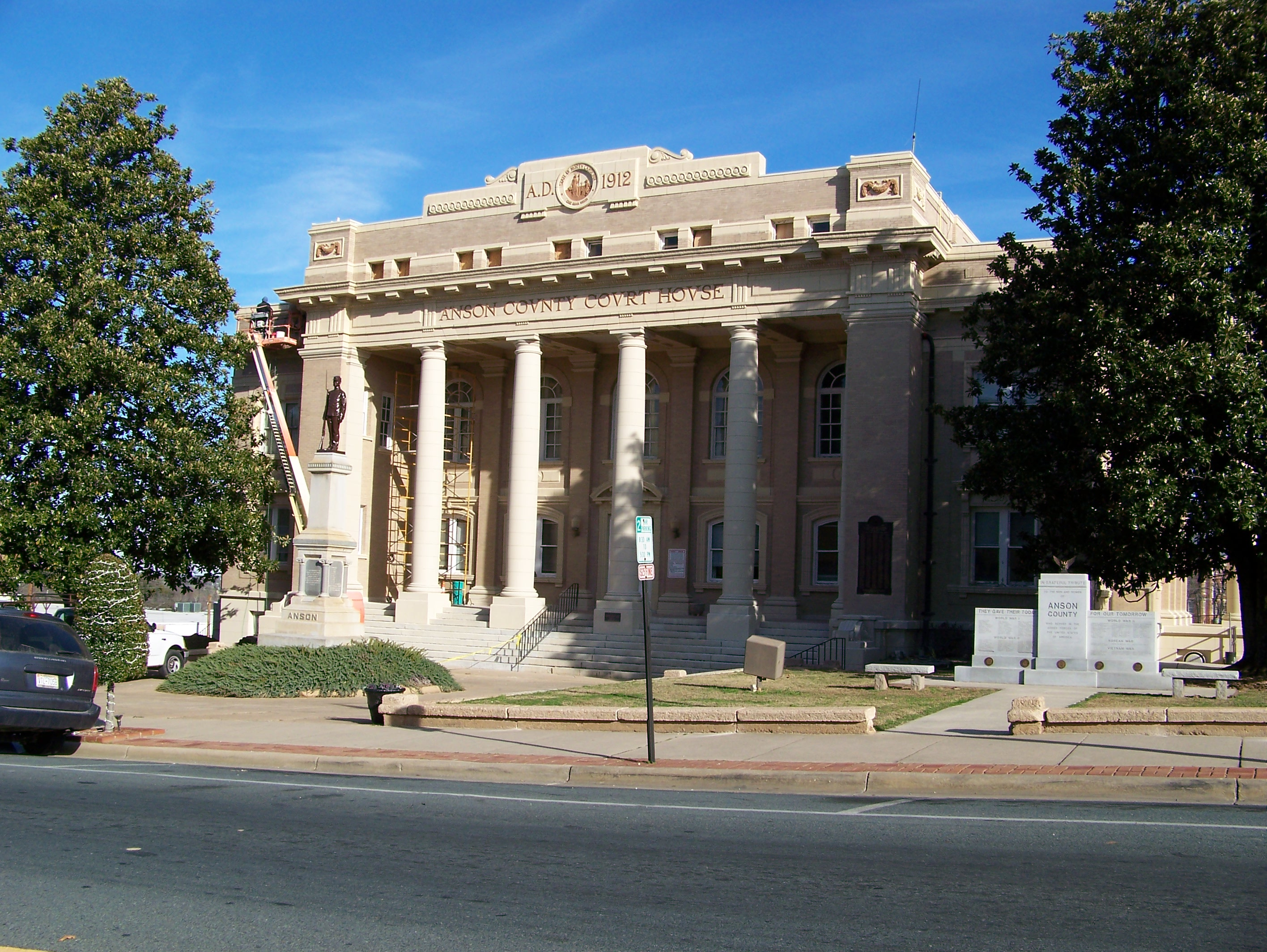
Здание окружного суда Колфакса

В 2010 году на территории округа проживало 26 948 человек (из них 52,0 % мужчин и 48,0 % женщин), насчитывалось 9755 домашних хозяйства и 6628 семьи. Расовый состав: белые — 47,2 %, афроамериканцы — 48,6 %, коренные американцы — 0,6 %, азиаты — 1,1 и представители двух и более рас — 1,3 %.
Население округа по возрастному диапазону по данным переписи 2010 года распределилось следующим образом: 22,1 % — жители младше 18 лет, 3,7 % — между 18 и 21 годами, 59,9 % — от 21 до 65 лет и 14,3 % — в возрасте 65 лет и старше. Средний возраст населения — 39,5 лет. На каждые 100 женщин в Ансоне приходилось 108,4 мужчин, при этом на 100 совершеннолетних женщин приходилось уже 111,1 мужчин сопоставимого возраста.
Из 9755 домашних хозяйств 67,9 % представляли собой семьи: 41,6 % совместно проживающих супружеских пар (13,6 % с детьми младше 18 лет); 19,8 % — женщины, проживающие без мужей и 6,5 % — мужчины, проживающие без жён. 32,1 % не имели семьи. В среднем домашнее хозяйство ведут 2,51 человека, а средний размер семьи — 3,06 человека. В одиночестве проживали 28,4 % населения, 12,1 % составляли одинокие пожилые люди (старше 65 лет).

## Экономика
В 2015 году из 21 269 трудоспособных жителей старше 16 лет имели работу 9875 человек. При этом мужчины имели медианный доход в 35 615 долларов США в год против 28 710 долларов среднегодового дохода у женщин. В 2014 году медианный доход на семью оценивался в 40 190 $, на домашнее хозяйство — в 33 228 $. Доход на душу населения — 17 025 $. 17,7 % от всего числа семей в Ансоне и 24,2 % от всей численности населения находилось на момент переписи за чертой бедности.